# Гуденко, Валентин Фёдорович
Валенти́н Фёдорович Гуде́нко (12 октября 1919, Божедаровка, Екатеринославский уезд, Екатеринославская губерния, Российская империя — 14 июля 2001, Йошкар-Ола, Марий Эл, Россия) ― советский военачальник. Участник Великой Отечественной и советско-японской войн. Командир специальной части ВМФ в п. Сурок Медведевского района Марийской АССР (1962—1978), генерал-майор артиллерии (1972). Член ВКП(б) с 1947 года.

## Биография
Родился 12 октября 1919 года в с. Божедаровка ныне Днепропетровской области Украины.
В августе 1937 года призван в РККА. Участник Великой Отечественной войны: в 1941 году окончил Севастопольское военно-морское училище береговой обороны ВМФ имени ЛКСМУ, лейтенант..
Был направлен в Новороссийскую военно-морскую базу: в 1941—1942 годах был командиром морского специального отряда по обороне Севастополя, в 1942—1944 годах — командиром батареи. В 1944 году переведён на Тихоокеанский флот на должность командира 110-й батареи 75 озадн Сучанского сектора БО ВМОР ТОФ, участник советско-японской войны.
В 1947 году вступил в ВКП(б). В 1950—1951 годах командовал артиллерийским дивизионом, был начальником гарнизона залива «Америка». В 1952 году окончил Высшие курсы офицерского состава береговой артиллерии и морской пехоты при КУБО ВМФ. В 1953—1957 годах — военный советник в КНР.
В 1959 году окончил Военно-морскую академию в Ленинграде. По её окончании в 1959 году был назначен заместителем командира артиллерийской бригады Краснознамённого Балтийского Флота (Таллинн), в 1960 году — командиром специальной части 31368 ВМФ.
В 1962—1978 годах — командир специальной части ВМФ в посёлке Сурок Медведевского района Марийской АССР, генерал-майор артиллерии (1972). Завершил военную службу в сентябре 1978 года.
В 1953 году был избран депутатом Находкинского городского Совета депутатов трудящихся Приморского края. В 1975 году избран депутатом Йошкар-Олинского городского Совета депутатов трудящихся Марийской АССР. В 1990-е годы — председатель Йошкар-Олинского городского совета ветеранов.
Скончался 14 июля 2001 года в Йошкар-Оле. Похоронен на Туруновском кладбище Йошкар-Олы.

## Награды
- Орден Отечественной войны I степени (06.04.1985)[3][4]
- Орден Красной Звезды (22.10.1945, 26.02.1953)[3][4]
- Медаль «За боевые заслуги» (06.11.1947)[3][4]
- Медаль «За победу над Германией в Великой Отечественной войне 1941—1945 гг.» (09.05.1945)[3][4]
- Медаль «За победу над Японией» (30.09.1945)[3][4]
- Медаль «30 лет Советской Армии и Флота»[3][4]
- Юбилейная медаль «В ознаменование 100-летия со дня рождения Владимира Ильича Ленина»[4]
- Почётная грамота Президиума Верховного Совета Марийской АССР (дважды)[1][2]

## Память
В отделе Боевой славы Музея истории города Йошкар-Олы хранится личный архив генерал-майора артиллерии В. Ф. Гуденко (фотографии, документы, письма и пр.).